# Cantonul Saint-Martin-de-Londres
Cantonul Saint-Martin-de-Londres este un canton din arondismentul Lodève, departamentul Hérault, regiunea Languedoc-Roussillon, Franța.

## Comune
- Causse-de-la-Selle
- Mas-de-Londres
- Notre-Dame-de-Londres
- Pégairolles-de-Buèges
- Rouet
- Saint-André-de-Buèges
- Saint-Jean-de-Buèges
- Saint-Martin-de-Londres (reședință)
- Viols-en-Laval
- Viols-le-Fort